# Harpalus cephalotes
Harpalus cephalotes is een keversoort uit de familie van de loopkevers (Carabidae). De wetenschappelijke naam van de soort is voor het eerst geldig gepubliceerd in 1854 door Fairmaire & Laboulbene.